# 슬라겔세

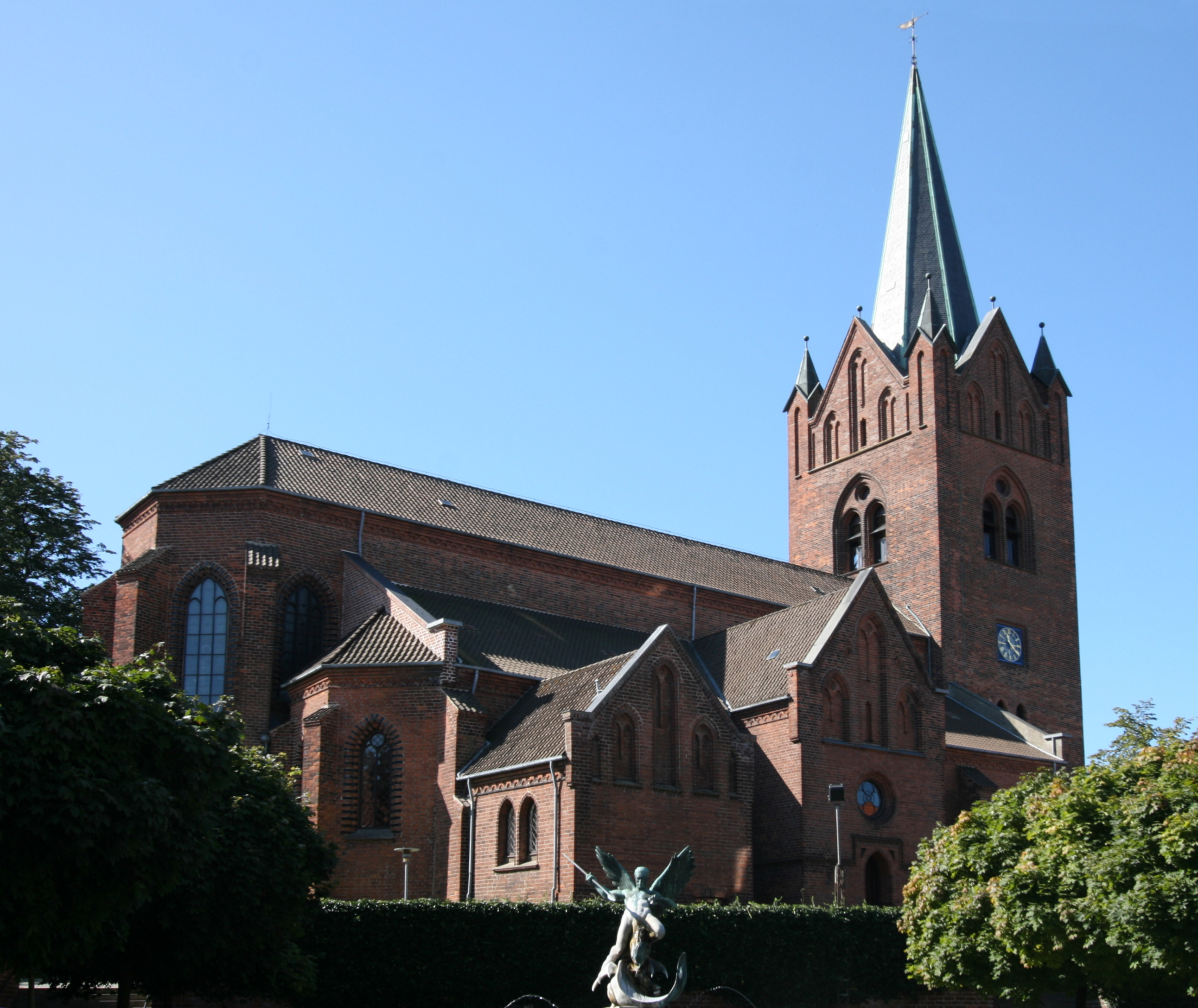

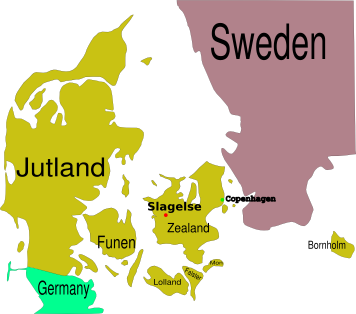
슬라겔세의 위치

슬라겔세(Slagelse)는 덴마크 셸란섬 서부의 도시이다.
칼룬보르에서 남쪽으로 33킬로미터, 소뢰에서 서쪽으로 14킬로미터 떨어진 곳에 위치해 있다. 슬라겔세시의 동쪽에 위치한다.

## 저명한 출신
- 힐마르 바운스고르: 급진좌파당의 정치인
- 엘라 웅에르만: 배우
- 핫 아이즈: 가수